# Войтин
Войти́н (бел. Вайці́н) — посёлок в Шарпиловском сельсовете Гомельского района Гомельской области Беларуси.

## География

### Расположение
В 35 км на юго-запад от Гомеля.

### Гидрография
На востоке, севере и западе мелиоративные каналы, соединённые с рекой Днепр.

## Транспортная сеть
Транспортные связи по просёлочной, затем автомобильной дороге Новая Гута — Гомель. Деревянные крестьянские усадьбы стоят вдоль просёлочной дороги.

## История
Основан в конце XIX века переселенцами из соседних деревень. В 1926 году в Объединённо-поселковом совете Дятловичского района Гомельского округа В 1931 году жители вступили в колхоз. Во время Великой Отечественной войны 21 житель погиб на фронте. В составе совхоза «Междуречье» (центр — деревня Шарпиловка).

## Население

### Численность
- 2004 год — 4 хозяйства, 6 жителей

### Динамика
- 1926 год — 25 дворов, 123 жителя
- 2004 год — 4 хозяйства, 6 жителей